# Anna Prus
Anna Prus (ur. 21 maja 1981 w Zielonej Górze) – polska aktorka filmowa i teatralna.

## Życiorys
Jest absolwentką Animacji Kultury na Uniwersytecie Zielonogórskim i Stosunków Międzynarodowych w Wyższej Szkole Nauk Humanistycznych i Dziennikarstwa w Poznaniu. W 2002 roku ukończyła Studium teatralne Ludwiny Nowickiej w Zielonej Górze, dwa lata później studio aktorskie LART w Krakowie, a w 2005 roku warsztaty filmowe na Europejskiej Akademii Filmowej w Berlinie.
Wzięła udział w drugiej edycji programu rozrywkowego Fort Boyard, zajmując 5. miejsce. Była nominowana do nagrody Złotej Kaczki w kategorii „Najlepsza rola kobieca” za rolę okularnicy Ali w filmie Wojna polsko-ruska.

## Filmografia
- 2023: Miłość ma cztery łapy jako Ania
- 2022: Święty (polski serial telewizyjny) jako Aura (odc. 280, 281)
- od 2021: Sprawiedliwi – Wydział Kryminalny jako podkomisarz Barbara Kalicka
- 2018: Dywizjon 303. Historia prawdziwa jako Jagoda Kochan
- 2017: Przyjaciółki jako Agata Leśniewska, nowa partnerka Jerzego (9. sezon)
- 2015: Jedynka (Rosja) jako Ewa
- 2014: Dzień dobry, kocham cię jako recepcjonistka Agata
- 2014: Na krawędzi 2 jako żona Niżyńskiego (odc. 6 i 9)
- 2013: Komisarz Alex jako Jadwiga, sprzedawczyni w salonie Bartka (odc. 44)
- 2012: Czas honoru jako Szumska (odc. 55, 63 i 65)
- 2012: Prawo Agaty jako Iwona Stasiak (odc. 12)
- 2012: Kac Wawa jako Klaudia
- 2011: Plebania jako Milada
- 2011: Julia – Paula Bartnicka
- 2011: Linia życia – Viola Góralczyk
- 2011: Ludzie Chudego – Iwona Walenciak
- 2011: Hotel 52 – Majka, agentka Borowicza (odc. 34)
- 2011: Ojciec Mateusz – Beata Skowronek
- 2011: Usta usta – kobieta w parku (odc. 30)
- 2010: Siedem minut – Natalia
- 2009: Wojna polsko-ruska – Ala
- 2009: Synowie – Wiola
- 2009: Pierwsza miłość – Aldona Szulc
- 2008: Pitbull (serial TV, seria 3) – Basia, żona podkomisarza Roberta „Łapki” Nimskiego
- 2007: Barwy szczęścia – Sylwia, przyjaciółka Julii
- 2007: Uwikłani – dziewczyna gangstera
- 2007: Ryś – zakonnica
- 2007: Ja wam pokażę! – Jola
- 2006–2007: Pogoda na piątek – Aneta
- 2006: Ja wam pokażę! – Jola
- 2006: Bezmiar sprawiedliwości – Marta, archiwistka (odc. 3 i 4)
- 2005: Dziki 2: Pojedynek – Majka Malinowska (odc. 1-10)
- 2005: Kryminalni – Justyna Bieniek, była członkini sekty „Eden” (odc. 25)
- 2003: Bo życie ma sens – tancerka
- 2001: Retrospekcja – dziewczyna